# Condado de Ionia
O Condado de Ionia é um dos 88 condados do estado americano de Michigan. A sede do condado, e sua maior cidade, é Ionia.
O condado possui uma área de 1 503 km² (dos quais 18 km² estão cobertos por água), uma população de 61 518 habitantes, e uma densidade populacional de 41 hab/km² (segundo o censo nacional de 2000).